# Rue Gilbert-Cesbron
La rue Gilbert-Cesbron se situe dans le 17e arrondissement de Paris.

## Situation et accès
Elle est en boucle depuis le 183, avenue de Clichy. La rue est, en 2014, en cours d'aménagement et non accessible.[Passage à actualiser]
Ce site est desservi par la ligne 13 à la station de métro Porte de Clichy.

## Origine du nom

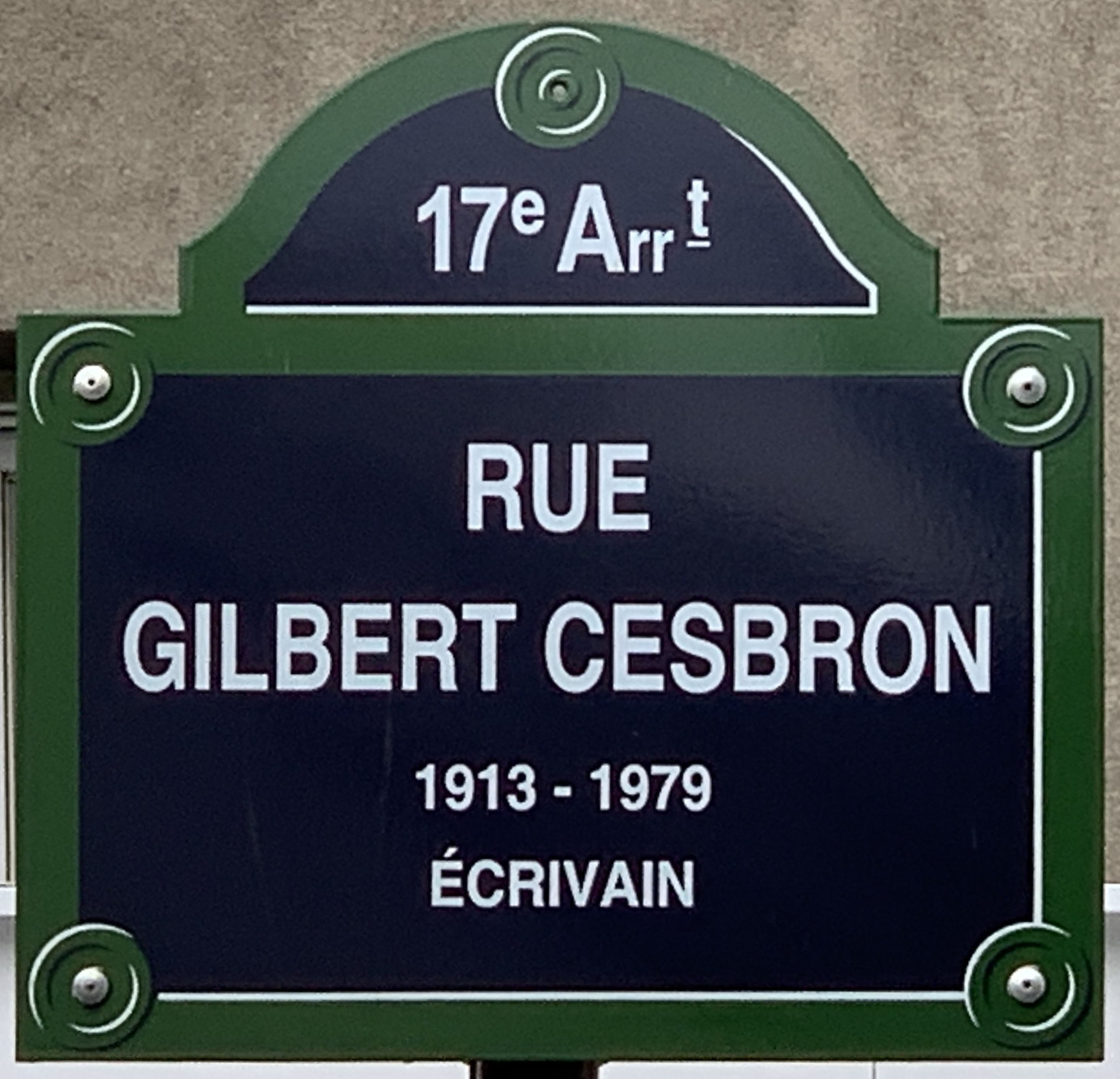
Plaque de la rue.

Elle porte le nom de l'écrivain français Gilbert Cesbron (1913-1979).

## Historique
La voie est créée en 2013 dans le cadre de l'aménagement de la ZAC Clichy-Batignolles sous le nom provisoire de « voie BZ/17 ». La Mairie de Paris la dénomme « rue Gilbert-Cesbron » la même année.
La rue est toujours en travaux en 2014 et les premiers habitants intègrent les nouveaux immeubles en janvier 2015,.[Passage à actualiser]

## Bâtiments remarquables et lieux de mémoire
- Au 36, accès au parc Clichy-Batignolles - Martin Luther King (accès fermé).